# Gustavo Envela-Makongo
Gustavo Envela-Makongo (nacido en la Guinea Española) fue el primer embajador de la República de Guinea Ecuatorial en la Organización de Naciones Unidas, tras su independencia en 1968. Dimitió del cargo en 1970 debido a sus discrepancias con la política gubernamental de Francisco Macías sobre la libertad de expresión y los derechos humanos. Con la escalada de los disturbios políticos en su país en la década de 1970, Envela-Makongo y su familia huyeron al exilio en los Estados Unidos, instalándose en Salem, Oregón. 
Durante su exilio trabajó en la administración del Estado de Oregón. Envela-Makongo falleció el 27 de julio de 2005.